# دانيلو ألفيم
دانيلو ألفيم فاريا (بالإنجليزية: Danilo Alvim Faria) مواليد 03 ديسمبر 1920 في ريو دي جانيرو - الوفاة 16 مايو 1996 في ريو دي جانيرو، كان لاعب ومدرب كرة قدم برازيلي كان يلعب في مركز الوسط. سبق له أن لعب في كأس العالم لكرة القدم مع منتخب بلاده في مونديال 1950. لعب خلال مسيرته 482 مباراة سجل خلالها 176 هدفاً.

## المسيرة الاحترافية
بدأ دانيلو ألفيم ممارسة كرة القدم هاويًا يلعب مع نادي أمريكا أُعجب به مُدرب فريق ولاية ريو دي جانيرو عندما كان يلعب في مباراة ضدهم عام 1941. طُلب منه الدخول بدل أحد اللاعبين المصابين وأعجب المدرب به لدرجة أنه طُلب منه الانضمام إلى الفريق. 
في عام 1942 عاد إلى أمريكا وتم قطعه من قبل المدير لتوفير التكاليف. بدلاً من قطعه مباشرة أرسله مديرو الفريق إلى كانتو دو ريو حيث قاد الفريق إلى بطولة ريو دي جانيرو. تم استدعاؤه على الفور إلى نادي أمريكا وكذلك فريق ولاية ريو دي جانيرو الذي دعاه إليه فلافيو كوستا للانضمام إليه. في عام 1946 انضم إلى فاسكو دي جاما وأصبح جزءًا كبيرًا من «اكسبريسو دا فيتوريا» أحد أفضل الأندية البرازيلية وأول من فاز بلقب دولي (بطولة أمريكا الجنوبية عام 1948. تقاعد دانيلو أثناء اللعب لنادي بوتافوجو. كان يعرف باسم «الأمير» بسبب الأناقة المميزة لأسلوبه في اللعب.

## المنتخب الوطني
لعب دانيلو 25 مباراة بين عام 1946 وعام 1953 مع المنتخب الوطني لبلاده، وفاز بكأس أمريكا 1949. وكان لاعبًا في تشكيلة البرازيل في كأس العالم 1950 الشهير، والذي يُذكر لخسارته المباراة الأخيرة أمام أوروغواي على الرغم من كونه أحد أفضل الفرق البرازيلية. كانت البرازيل بحاجة فقط إلى الانتصار على أوروغواي للفوز بكأس العالم 1950 على ملعب ماراكانا ولكن المباراة انتهت بنتيجة 2-1. تُذكر هذه الهزيمة اليوم باسم ماراكانزو. يعتبر دانيلو حتى اليوم، أحد أبرز أنصاف الوسط في البرازيل.

## الإدارة والتدريب
بعد انتهاء مشواره في كرة القدم بسبب إصابته في الساق، انتقل دانيلو إلى الإدارة والتدريب. درب منتخب بوليفيا وقاده للفوز الوحيد بكأس كوبا أمريكا في تاريخ المنتخب عام 1963م.

## الإنجازات

### لاعب
- كأس العالم 1950: الوصيف
- كوبا أمريكا 1949: المركز الأول
- كوبا أمريكا 1945: الوصيف
- كوبا أمريكا 1946: الوصيف
- كوبا أمريكا 1953: الوصيف

### مدرب
- بطولة كوبا أمريكا 1963: مدرب بوليفيا

## روابط خارجية
- دانيلو ألفيم على موقع الاتحاد الدولي (مؤرشف)  (الإنجليزية)
- دانيلو ألفيم على موقع قاعدة بيانات كرة القدم.إي يو (الإنجليزية)
- دانيلو ألفيم على موقع ناشيونال فوتبول تيمز (الإنجليزية)
- دانيلو ألفيم على موقع Soccerway.com (الإنجليزية)
- دانيلو ألفيم على موقع عالم كرة القدم.نت (الإنجليزية)